# Outrageous Fortune - Crimini di famiglia
Outrageous Fortune - Crimini di famiglia è una serie televisiva neozelandese del 2005. In Italia è andata in onda su Jimmy dal 2008, e gratuitamente su Cielo dal 2010.

## Trama
La famiglia West è una nota famiglia di criminali, ma, quando il capofamiglia viene incarcerato, decide di cambiare vita. Cheryl West assume il comando, decisa a tenere la propria famiglia sulla retta via.

## Episodi
| Stagione         | Episodi | Prima TV Nuova Zelanda | Prima TV Italia |
| ---------------- | ------- | ---------------------- | --------------- |
| Prima stagione   | 13      | 2005                   |                 |
| Seconda stagione | 16      | 2006                   |                 |
| Terza stagione   | 22      | 2007                   |                 |
| Quarta stagione  | 18      | 2008                   |                 |
| Quinta stagione  | 19      | 2009                   |                 |
| Sesta stagione   | 18      | 2010                   |                 |

### Speciali
| Titolo originale                                                     | Titolo italiano | Prima TV Nuova Zelanda | Prima TV Italia |
| -------------------------------------------------------------------- | --------------- | ---------------------- | --------------- |
| Outrageous Fortune: The Movie (a.k.a. 'Wherein Our Saviour Is Born') |                 | 26 dicembre 2006       |                 |